# Ingeborg Wieten
Ingeborg Wieten (Den Haag, 24 december 1965) is een Nederlands actrice.
Wieten werd geboren in Den Haag, waar haar ouders een damesmode-lingeriezaak hadden. Ze groeide op in Alphen aan den Rijn en doorliep daar diverse middelbare scholen voordat zij haar havodiploma behaalde. Na haar middelbare school verbleef zij een tijd in Zwitserland, vloog als stewardess op een Egyptisch privé-vliegtuig de wereld rond, trok zij door Afrika en werkte zij in Nederland in de verpleging in de hoop voor Artsen zonder Grenzen weer terug naar Afrika te kunnen gaan. In plaats daarvan koos Wieten echter toch voor een carrière als actrice. Na een jaar aan de Maastrichtse Toneelacademie te hebben gestudeerd, trok zij een tijd met een toneelgezelschap door Frankrijk.
In 1990 kreeg Wieten de rol van Suzanne Balk in de nieuwe televisieserie Goede tijden, slechte tijden. Ze speelde deze rol tien jaar lang. Recentelijk was Wieten voornamelijk actief als stemactrice voor diverse tekenfilms. Zij was onder andere de stem van Mitsy Nohara uit de Japanse tekenfilm Crayon Shin-chan, van Yasmin uit de serie Bratz en van diverse rollen in series als Winx Club, The Powerpuff Girls, Pokémon (als Casey) en Nicky, Ricky, Dicky & Dawn. Ook speelde zij nog enkele gastrollen in televisieseries; zo had zij een bijzondere gastrol in de Limburgse regiosoap "De Hemelpaort".
Vanaf oktober 2009 was Wieten te zien in de AVRO-serie 2012: Het jaar Nul, samen met onder anderen Yannick van de Velde, Sem Veeger en Genio de Groot.
Wieten is getrouwd met regisseur Jan Albert de Weerd en heeft drie kinderen. Ze had eerder een relatie met Antonie Kamerling, haar tegenspeler in Goede tijden, slechte tijden.

## Filmografie

### Film
- 102 Echte Dalmatiërs - stem Chloë Simon (2000)
- Barbie in De Notenkraker - stem tante Elisabeth (2001)
- Barbie: Fairytopia - stem Elfje #2
- Barbie en de magie van Pegasus - stem wolkenkoningin Rayla (2005)
- Barbie: Mariposa - stem Mariposa (2008)
- Raaf - Moeder (korte film, 2015)
- Insemita - Moeder Sara Bakker (korte film, 2018)

### Televisie
- Goede tijden, slechte tijden - Suzanne Carpenter-Balk (1990-2000)
- Pittige Tijden - Arnie Alberts (1997)
- Goede tijden, slechte tijden: De reünie - Suzanne Balk (1998)
- Hartslag - Vriendin van biljarter (2002)
- Baantjer - Anja de Wit (Afl. De Cock en de moord op het wrede lot, 2003)
- De Hemelpaort - Fiona Ramakers (2007)
- 2012: Het jaar Nul - Pien Hellinga (2009-2010)
- Verborgen Verhalen - Annelies (2011)
- Gerede Twijfel - Moeder van Esmee (Afl. Roofmoord op autohandelaar, (2012)
- Raaf - Moeder (korte film, 2015)
- Voetbalmaffia - Vrouw Frederik (2017)
- Lucas etc. - Nederlandstalige stem van Bénédicte